# 准白甲鱼
准白甲鱼（学名：Onychostoma simus）为辐鳍鱼纲鯉形目鲤科白甲鱼属的鱼类，俗名爪流子。

## 特征
本魚身体延长侧扁，长达40余厘米；背青灰色，腹白色；吻钝圆凸出，口下位横裂，下颌有尖锐的角质边缘；背鳍外圓內凹，末根不分枝鰭條具有一带锯齿的硬刺，胸鰭、腹鰭及尾鰭邊緣略黃，被中圓鱗，側線完整，第1鰓弓外側鰓耙30枚以上。

## 分布
在中国，分布于金沙江、螳螂川、元江等。一般栖息于流水石底河流。该物种的模式产地在长江。

## 生態、利用
棲息在水流湍急的礫石灘水域，以附著藻類為食。為分布地區的重要經濟食用魚。

## 扩展阅读
維基物種上的相關：白甲鱼